# فوكو في إيران
فوكو في إيران: الثورة الإسلامية بعد عصر التنوير هو كتاب للمؤرخ الأمريكي المولود في إيران وعالم الاجتماع والأستاذ الجامعي بهروز غماري تبريزي [الإنجليزية]، وهو إعادة تقييم رائدة لكتابات ميشيل فوكو خاصة فيما يتعلق بالثورة الإيرانية.

## المحتوى
قام ميشيل فوكو، عشية انتصار الثورة الإسلامية الإيرانية، بزيارة إيران مرتين، وفي التقارير الثمانية التي كتبها لصحيفة كورييري ديلا سيرا، أبدى تعاطفه العميق مع الشعب الثوري الإيراني وأشاد بثورته الإسلامية. وفي وقت لاحق، وبخه العديد من المثقفين الفرنسيين بسبب خداعه بالثورة الإيرانية. ولم يقدم فوكو إجابة صريحة على هذه الانتقادات، بل كان يُعتقد أنه عكس موقفه ضمنًا في كتاباته السابقة عن إيران. وشيئًا فشيئًا، نُسيَت هذه الحجج حتى بعد هجمات الحادي عشر من سبتمبر/أيلول، حيث اندلعت النزاعات السابقة من جديد، وبدأت هجمات جديدة ضد فوكو وارتباطه بالثورة الإيرانية، في إطار الحرب الأمريكية على الإرهاب. يعيد بهروز غماري تبريزي [الإنجليزية] قراءة هذه المناقشات في كتابه المشهور "فوكو في إيران" ويظهر أن فوكو لم يتخل عن موقفه فحسب، بل إن تجربة الثورة الإيرانية لعبت دورًا مهمًا في تطوره الفكري.
في مقدمة الكتاب، كتب المؤلف عن سبب تأليفه: "أثناء تأليف الكتاب، تساءل العديد من زملائي ونقادي: لماذا ينبغي أن يكون ما قاله فوكو عن الثورة الإيرانية مهمًا لنا؟ أليس هو أحد أولئك المثقفين الفرنسيين الناطقين بلغة "لا دي دا" الذين اعتادوا على التدخل في شؤون الدول الأخرى بدافع الاستعمار؟ أعتقد أن هذه أسئلة وجيهة. لم أعتبر هذا الكتاب تعليقًا على أعمال فوكو، بل وجدتُ مقالاته عن الثورة الإسلامية الإيرانية نافذة رائعة يُمكن من خلالها التطلع على الأحداث الثورية في إيران، خارج أطر الخطاب التي تُفسر الثورات."

## الاستقبال
كان كتاب فوكو في إيران موضوعًا للعديد من المراجعات، بما في ذلك اجتماع المراجعة في 12 تشرين الأول 2020، في المكتبة الوطنية الإيرانية. وقد كُتبَت مقدمات لهذا العمل وأُجريَت مقابلة مع المؤلف. قال إبراهيم توفيق (مؤلف وعالم اجتماع إيراني) في اجتماع مراجعة كتاب فوكو في إيران : "يُظهر الكتاب أن فوكو درس الإسلام بعد مشاركته في الثورة الإيرانية، وقد تكونت لديه صورة عن الإسلام متأثرة بقراءة أعمال ماسينيون وكوربين ، وبمعنى ما أعمال شريعتي بشكل خاص، وهذا يعني قراءة صوفية للإسلام." حتى الآن، كتبت وسائل الإعلام الإيرانية العديد من المراجعات حول كتاب فوكو في إيران.

## طالع أيضًا
- قائمة أعمال ميشيل فوكو [الإنجليزية]
- إيران بين ثورتين
- تاريخ الثورة الدستورية الإيرانية
- التاريخ الشامل لإيران
- تاريخ كامبريدج لإيران
- الموسوعة الإيرانية
- الموسوعة الإسلامية
- ليس لضعاف القلوب
- الوفاق البراجماتي

## روابط خارجية
- فوكو في إيران: الثورة الإسلامية بعد عصر التنوير على جوجل بوكس
- فوكو في إيران - مطبعة جامعة مينيسوتا
- فوكو في إيران: الثورة الإسلامية بعد عصر التنوير – جامعة برينستون
- فيديو: فوكو في إيران: الثورة الإسلامية بعد عصر التنوير
- فوكو في إيران: الثورة الإسلامية بعد عصر التنوير على موقع JSTOR